# Carlos Coria
Carlos Osman Coria (San Juan, 10 dicembre 1948) è un ex hockeista su pista e allenatore di hockey su pista argentino.

## Palmarès

### Giocatore
- Campionato mondiale: 2

Argentina: 1978, 1984
- Campionato svizzero: 1

Montreux: 1986